# كوجك

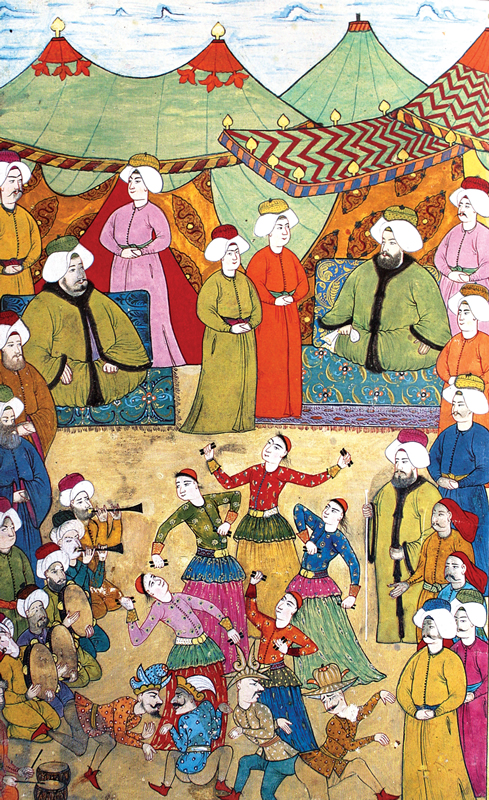
كوجك في منمنمة عثمانية.

الكوجَك هو راقص شاب وسيم جداً من العبيد، والذي عادة ما يكون مرتدياً ملابس أنثوية، وكان يعمل في مجال الترفيه.